# Шамберон
Шамберо́н (фр. Chamberonne) — река в швейцарском кантоне Во, в бассейне реки Роны. В нижнем течении является естественной границей между муниципалитетами Лозанны и Сен-Сюльпис.
Исток Шамберона расположен в округе Грос-де-Во на высоте 590 метров над уровнем моря. В нижнем течении является естественной границей между муниципалитетами Лозанны и Пюи. Площадь бассейна составляет около 40 км².
Название происходит от кельтского «извилистый ручей»: cambo — «кривой» и onno — «река, ручей». Воды реки оказывают неблагоприятное воздействие на экологию залива Види в Лозанне. Через реку проходят мосты железной дороги и автомагистрали А1.